# Kongress für kulturelle Freiheit
Der Kongress für kulturelle Freiheit (Congress for Cultural Freedom, CCF) war von 1950 bis 1969 eine in Paris ansässige antikommunistische Kulturorganisation im Kalten Krieg, die vom US-amerikanischen Geheimdienst CIA beeinflusst und finanziert wurde. Seinem Selbstverständnis nach war der CCF eine Sammlung linksliberaler Intellektueller gegen den Totalitarismus.

## Geschichte
Die Waldorf-Konferenz Cultural and Scientific Conference for World Peace im März 1949 im New Yorker Waldorf Astoria Hotel löste eine Kampagne aus, um gegen die kommunistischen Kulturbemühungen, die sich auf Fellow traveller und auf von Kommunisten kontrollierte Massenorganisationen stützte, nicht ideologisch ins Hintertreffen zu geraten. An der Konferenz hatte auch die kommunistische Kulturinitiative des Kominform teilgenommen, um die öffentliche Meinung in den USA in ihrem Sinne zu beeinflussen. Prominenter Teilnehmer auf kommunistischer Seite war Dmitri Schostakowitsch. Zur Gegenseite gehörten Benedetto Croce, T. S. Eliot, Karl Jaspers, André Malraux, Bertrand Russell und Igor Strawinsky.
Als Folge der Waldorf-Konferenz wurde am 26. Juni 1950 der Kongress für kulturelle Freiheit im Titania-Palast in West-Berlin gegründet. Ausgehend von ihren Erfahrungen mit dem Nationalsozialismus und dem Stalinismus, unternahmen europäische und amerikanische Intellektuelle den über einige Jahre erfolgreichen Versuch, sich selbst zu organisieren.
Der Kongress für kulturelle Freiheit finanzierte von 1950 bis 1969 linksliberale Künstler wie Heinrich Böll, Siegfried Lenz und die Zeitschriften
- Der Monat (1948): Melvin Lasky, André Gide, Arthur Koestler, Stephen Spender
- Tempo presente: Ignazio Silone[2]
- Preuves (1951): François Bondy, Raymond Aron
- FORVM: Friedrich Torberg
- Cuadernos
- Encounter (1953): Irving Kristol bzw. nach der Einstellung des Monat Melvin Lasky
- Freedom First: Faiz S. Noorani in Bombay

als Teil ihres Kampfes gegen den Feind im Osten sowie gegen US-Kritiker wie Thomas Mann, Jean-Paul Sartre und Pablo Neruda.
Die vom Kongress für kulturelle Freiheit über die genannten Zeitschriften favorisierte Kunstrichtung war abstrakte Kunst, die als Informel bzw. als Abstrakter Expressionismus bezeichnet wurde. In den 1960er Jahren bestand eine wichtige Kampagne des Kongresses in einer Entideologisierung, die insbesondere auf Journalisten und Medienschaffende abzielte.
Von 23. bis 26. Juli 1953 veranstalteten der Kongress und die Universität Hamburg die Tagung Wissenschaft und Freiheit (siehe Literatur).
Als die Geschichte des CCF 1967 endete, wurde Shepard Stone der Präsident der Nachfolgeorganisation International Association for Cultural Freedom (IACF). Ihr Einfluss war jedoch wesentlich geringer. Shepard Stone war vorher schon Förderer der CCF durch seine Tätigkeit bei der Ford Foundation gewesen. Anfang der sechziger Jahre wurde bekannt, dass die finanzielle Grundausstattung des CCF auf dem Umweg über die Fordstiftung von der CIA kam.
Am 23. und 24. Juni 2000 fand in Berlin ein Kongress zum 50. Jubiläumsjahr des CCF statt, den die Journalistin Ulrike Ackermann organisierte und der die Geschichte der Organisation als einen Erfolg und Fortschritt für die Freiheit und Demokratie darstellte.

## Finanzierung durch die CIA
Wie in der zweiten Hälfte der 1960er Jahre erstmals bekannt und später bestätigt wurde, wurde der Kongress für kulturelle Freiheit von der CIA beeinflusst und über (teils eigens zu diesem Zweck gegründete) Stiftungen in den USA und Rückflüsse aus dem Marshall-Plan finanziert. Ziel war, hochrangige europäische Künstler und Schriftsteller in ihrem Sinne zu beeinflussen, in prowestlichen Haltungen zu bestärken und gegen das kommunistische Lager zu positionieren. Ein wesentlicher Verbindungsmann von Geheimdienst und Kongress war Michael Josselson.
Konkret publik wurden die verdeckten Aktionen der CIA 1967 durch Veröffentlichungen in den Zeitschriften Ramparts und Saturday Evening Post. Der CIA-Führungsoffizier und Abteilungsleiter Thomas Braden, der den Kongress jahrelang im Hintergrund dirigiert hatte, bestätigte 1999 in einem Film-Interview die CIA-Einflussnahme über den „Kongress für kulturelle Freiheit“.